# Monforte de la Sierra
Monforte de la Sierra település Spanyolországban, Salamanca tartományban. Monforte de la Sierra Mogarraz, Villanueva del Conde, Cepeda, Madroñal és La Alberca községekkel határos. Lakosainak száma 53 fő (2024).

## Népesség
A település népessége az elmúlt években az alábbi módon változott:
| Lakosok száma | 118  | 99   | 114  | 96   | 97   | 84   | 72   | 70   | 59   | 53   |
|               | 2001 | 2004 | 2007 | 2009 | 2012 | 2014 | 2017 | 2019 | 2022 | 2024 |